# Ilúvatar (album)
Ilúvatar is het debuutalbum van Ilúvatar. Het album met progressieve rock kwam uit in een tijd dat de stroming niet echt gewild was, behalve bij de echte fans. Albums verschenen vaak alleen op muziekcassette of bij uitzonder een klein platenlabel dat gespecialiseerd was in die stroming. Iluvatar kwam met een album met neoprog, uitgegeven door Kinesis Inc., een platenwinkel met label in Hanover (Maryland). Het album werd opgenomen en gemixt in Baltimore, thuisbasis van Ilúvatar.  

## Musici
- Glenn McLaughlin – zang
- Dennis Mullin – gitaar, baspedalen
- Mick Trimble –basgitaar
- Jim Rezek – toetsinstrumenten
- Gary Chambers – slagwerk

## Muziek
| Nr. | Titel                                                     | onderverdeling                                    | Duur  |
| --- | --------------------------------------------------------- | ------------------------------------------------- | ----- |
| 1.  | Ilúvatar (M: Ilúvatar)                                    |                                                   | 2:26  |
| 2.  | In the eye (M: Ilúvatar; T:Thomas Kraus, McLaughlin)      | I.Look us in the eye II.Blind III.Through the eye | 10:01 |
| 3.  | Eagle, (M: Ilúvatar; T: McLaughlin)                       |                                                   | 6:38  |
| 4.  | New found key (M: Ilúvatar; T: Kraus)                     |                                                   | 4:13  |
| 5.  | Exodus (M: Ilúvatar; T: Kraus)                            |                                                   | 7:08  |
| 6.  | Wait for the call (M: Ilúvatar; T: Kraus)                 |                                                   | 4:37  |
| 7.  | Dream visage (M: Ilúvatar; McLaughlin)                    |                                                   | 7:00  |
| 8.  | Marionette (M: Ilúvatar; T: Kraus)                        |                                                   | 7:19  |
| 9.  | Emperor’s new clothes (M: Ilúvatar; T: Kraus, McLaughlin) |                                                   | 7:05  |

Thomas Kraus was gitarist van Sojourn, de voorloper van Ilúvatar. Hij schreef nog mee aan nummers.